# Émile Munier
Émile Munier (París, 2 de junio de 1840 – París, 29 de junio de 1895) fue un pintor francés. Se especializó en pintar escenas donde los niños eran sus protagonistas, demostrando mucho talento y una gran sensibilidad y expresividad en sus lienzos. Fue discípulo de William Adolphe Bouguereau. 

## Enlaces externos

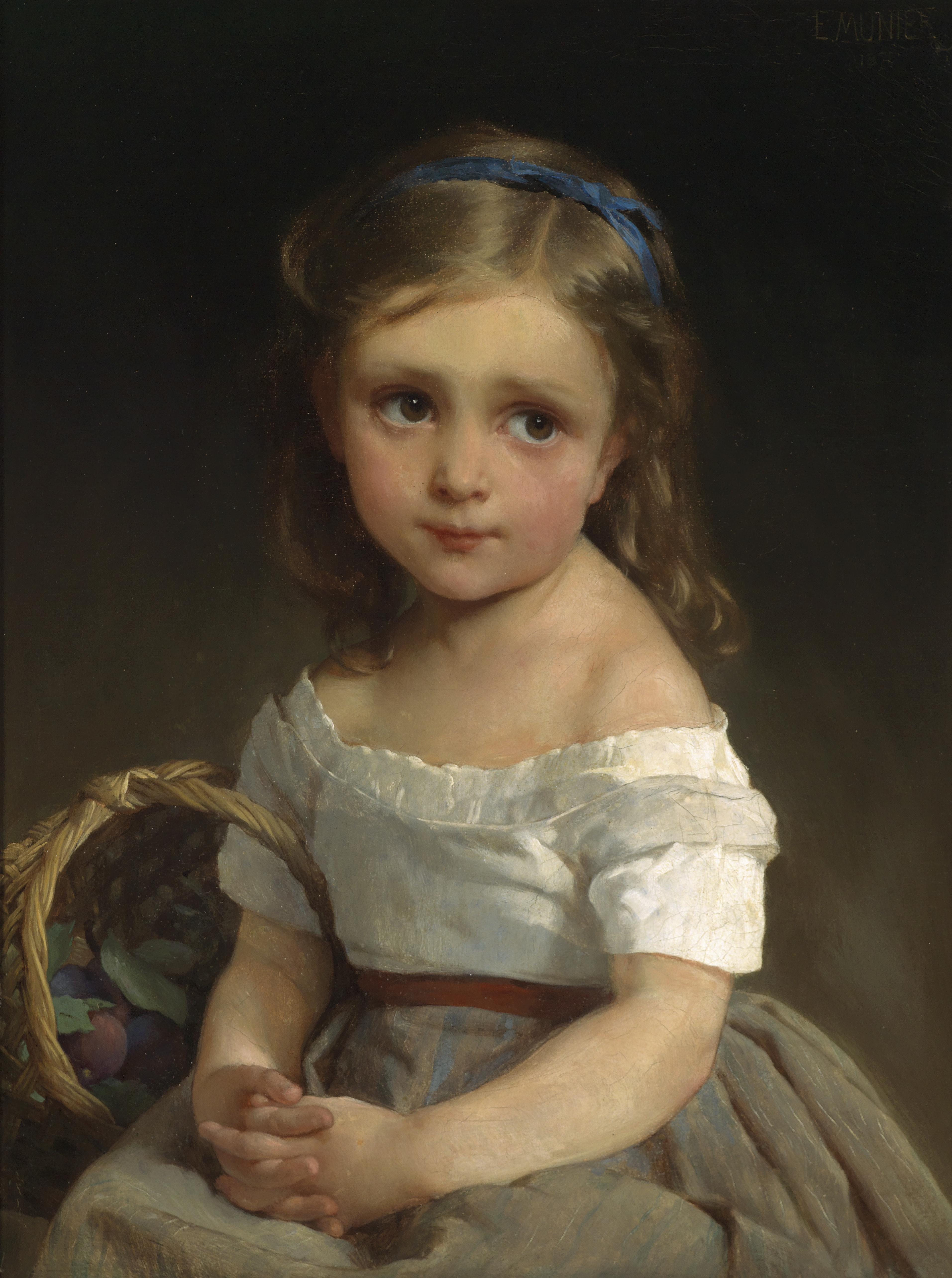

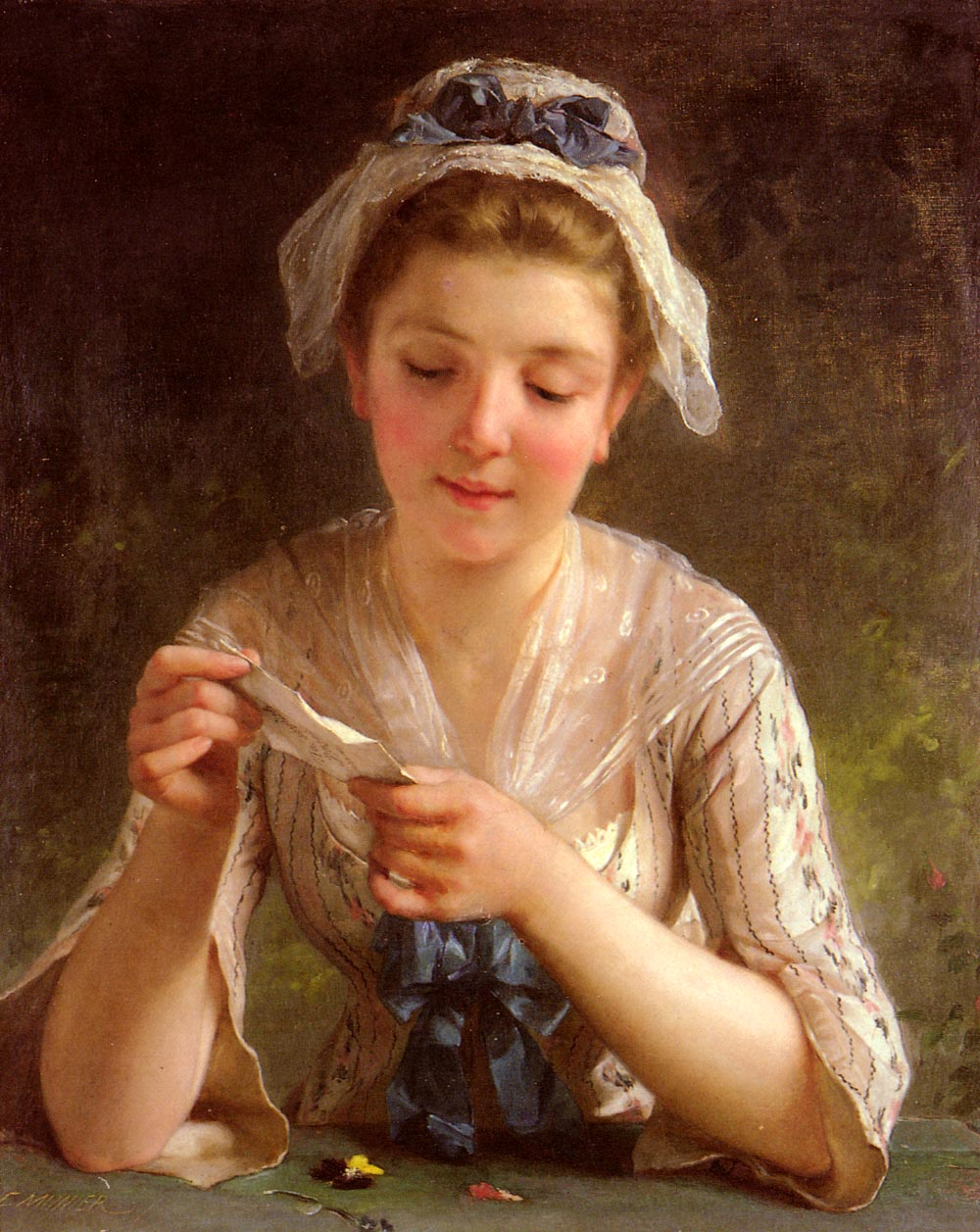

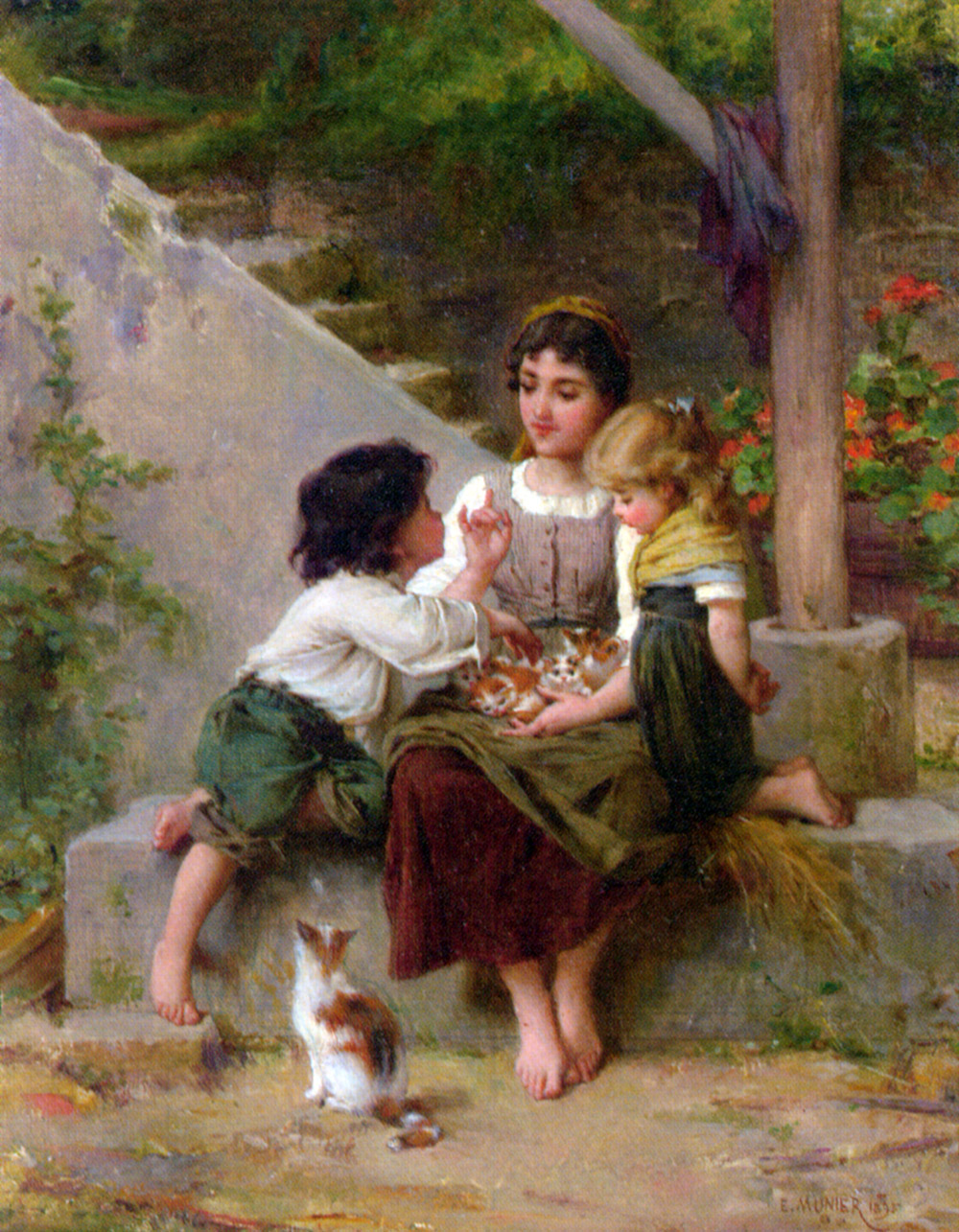